# Bredgar and Wormshill Light Railway
| Bredgar and Wormshill Light Railway           | Bredgar and Wormshill Light Railway |
| --------------------------------------------- | ----------------------------------- |
| Bronhilde fährt in den Bahnhof Stony Shaw ein |                                     |
| Streckenverlauf                               |                                     |
| Streckenlänge:                                | 0,8 km                              |
| Spurweite:                                    | 610 mm (2-Fuß-Spur)                 |
|                                               |                                     |

Die Bredgar and Wormshill Light Railway (BWLR) ist eine knapp 0,8 km lange Schmalspurbahn bei Bredgar und Wormshill in Kent, etwas südlich von Sittingbourne, England mit 610 mm (2 Fuß) Spurweite. Sie wird ehrenamtlich als Museumseisenbahn betrieben.

## Geschichte
Die BWLR ist eine Privateisenbahn, die seit den frühen 1970er Jahren ehrenamtlich von einer Gruppe von Eisenbahnfreunden erbaut wurde. Es ist eine voll funktionsfähige Eisenbahn mit hohem Qualitätsanspruch mit dem Bahnhof Warren Wood, einem Lokschuppen, einem Bahnbetriebswerk sowie dem kleineren Bahnhof Stony Shaw am anderen Ende der Strecke.
Die Eisenbahn ist im Sommer an jedem ersten Sonntag in Betrieb, um Spenden für verschiedene Stiftungen einzutreiben. Es gibt dort auch eine Modelleisenbahn, ein Lokomobil eines Schaustellers, eine Dampfzugmaschine, zwei Dampfwalzen sowie mehrere Bean Cars und andere historische Automobile zu sehen.

## Rollmaterial

### Betriebsfähige Dampflokomotiven
| Hersteller         | Werksnr. und Jahr | Achsfolge | Nr. und Name    | Bemerkungen | Foto |
| ------------------ | ----------------- | --------- | --------------- | --- | ---- |
| L. Schwartzkopff   | 9124/1927         | 0-4-0WT   | Nr. 1 Bronhilde | Ursprünglich bei der Norddeutschen Affinerie in Hamburg. 1976 an Bressingham Steam and Gardens verkauft. 1979 als erste Dampflok der Bredgar and Wormshill Light Railway erworben. Verkauft in die Tschechische Republik                                                                    |      |
| Jung               | 3872/1931         | 0-6-0WT   | Nr. 2 Katie     | Ursprünglich in Zuckerplantagen von Kamerun im Einsatz. 1973 außer Betrieb genommen und 1980 von der Bredgar and Wormshill Light Railway erworben. Spurkranzloser Radsatz auf der Mittelachse.                                                                                              |      |
| W.G. Bagnall       | 2088/1919         | 0-4-0ST   | Nr. 4 Armistice | Eine der beiden Dampfloks der Birmingham, Tame and Rea District Drainage Board Railway. 1981 als Lady Luxborough restauriert. 1991 von der Bredgar and Wormshill Light Railway erworben und 1992 generalüberholt, wonach sie ihren ursprünglichen Namen wieder erhielt.                     |      |
| Orenstein & Koppel | 5668/1912         | 0-4-0WT   | Nr. 6 Eigiau    | Ehemals Penrhyn Quarry Railway. 1963 an Bressingham Steam and Gardens verkauft. 1995 durch die Bredgar and Wormshill Light Railway erworben. |      |
| Decauville         | 246/1897          | 0-4-2T    | Nr. 7 Victory   | Ursprünglich bei der Invicta Sugar Mill in Giru, Australien eingesetzt. 1963 verkauft und als Museumseisenbahn genutzt. 1984 von der Bredgar and Wormshill Light Railway erworben. |      |
| Orenstein & Koppel | 12722/1936        | 0-4-0WT   | Nr. 8           | Bis 1957 als Baustellenlok in Norddeutschland im Einsatz. Seit 1970 in Großbritannien und bei der Brecon Mountain Railway im Einsatz. Im Jahr 1999 von Bredgar and Wormshill Light Railway erworben.                                                                                        |      |
| Hunslet Engine Co. | 1429/1922         | 0-4-0ST   | Lady Joan       | Bis 1967 in einem Schiefersteinbruch in Wales eingesetzt. Außerdem bei der Woburn Abbey und der Knebworth Park and Winter Green Railway verwendet. 1996 von der Bredgar and Wormshill Light Railway erworben.                                                                               |      |
| John Fowler & Co.  | 13573/1912        | 0-4-2T    | Nr. 10 Zambese  | Ursprünglich mit 500 mm Spurweite gebaut. Bei der Sena Estates Railway in Mopeia, Mosambik zum Zuckerrohrtransport eingesetzt. 1965 außer Betrieb genommen. 1998 nach Großbritannien verschifft und auf 620 mm (2 Fuß) umgespurt. Kesselabnahme im Jahr 2009 und ab 2011 wieder in Betrieb. |      |
| Henschel & Sohn    | 29582/1956        | 0-6-0WT   | Nr. 105 Siam    | Ursprünglich auf der Zuckerplantage in der Chonburi Province, Thailand im Einsatz. Verwendung auf der Welshpool and Llanfair Light Railway. 750 mm Spurweite. Generalüberholt stand die Lok im Juni 2009 in exzellentem Zustand zum Verkauf. 2019 noch vorhanden.                           |      |

### Diesellokomotiven
| Hersteller      | Werksnr. und Jahr | Achsfolge | Nr. und Name     | Kommentare | Foto |
| --------------- | ----------------- | --------- | ---------------- | --- | ---- |
| Baguley-Drewry  | 3775/1983         | 4wDH      | Nr. 5 Bredgar    | Einsatz auf den Strecken des MoD Milford Haven mit 1000 mm Spurweite. 1995 erworben und auf 610 mm Spurweite umgespurt.                                                                                      |      |
| Hudswell Clarke | DM1366/1965       | 0-6-0     | Nr. 11 Wormshill | Ursprünglich National Coal Board Harden Colliery und Seaham Colliery. 1990 an die South Tynedale Railway verkauft. 2006 von der Bredgar and Wormshill Light Railway erworben. Restauration im November 2010. |      |
| Motor Rail      | 9869/1953         | 4wDM      | Nr. 12 Bicknor   | Ursprünglich Great Ouse River Authority, Ely. Bis 1977 im Einsatz. 2010 durch die Bredgar and Wormshill Light Railway von The Hop Farm Country Park, Beltring erworben.                                      |      |

## Partnerschaft

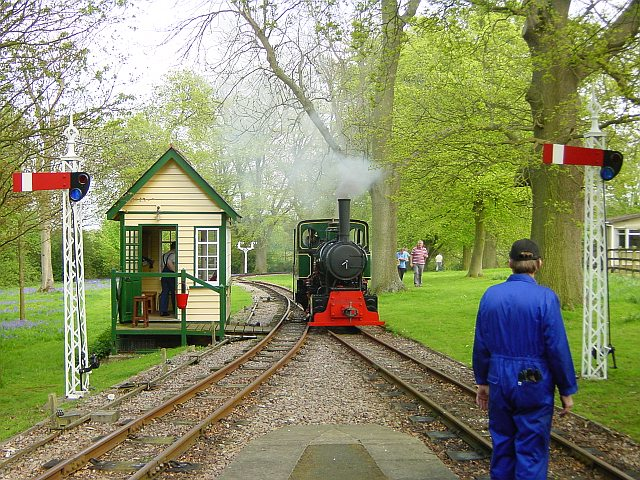
Lokomotive Bronhilde beim Bahnhof Warren Wood

Die Bredgar and Wormshill Light Railway ist partnerschaftlich mit der Chemin de Fer de La Valée de l'Ouche (CFVO) in Bligny-sur-Ouche, Côte-d’Or, Frankreich verbunden.